# Stora europeiska slätten

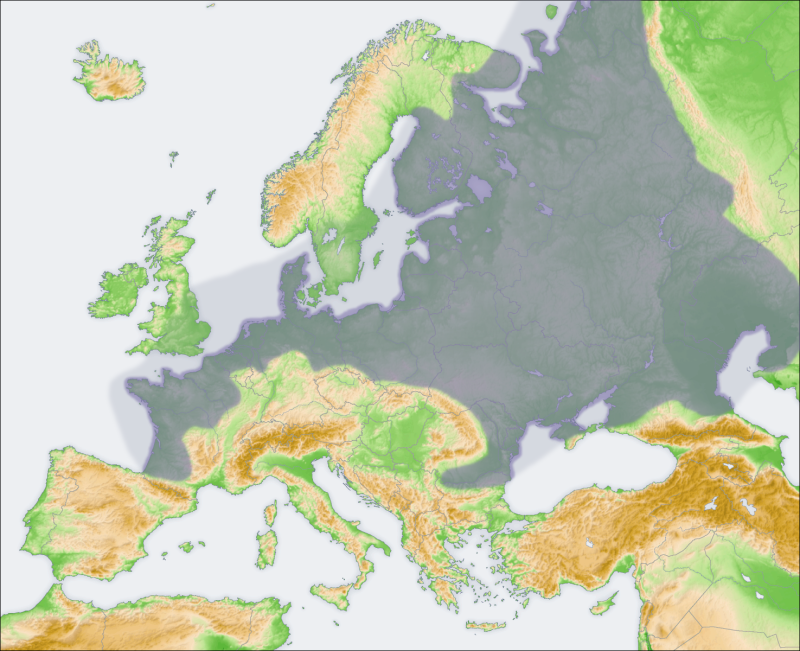
Stora europeiska slätten i mörka färger

Stora europeiska slätten (eller enbart europeiska slätten) är ett slättområde i Europa. Det är det största berglösa området i Europa, även om flera höglänta områden finns insprängda. Området sträcker sig från Atlanten och Pyrenéerna i väst till Uralbergen i öster. Den består av nordtyska låglandet och östeuropeiska slätten.
Den uppdelningen är historisk, snarare än geomorfologisk: den östeuropeiska stäppen var en del av europeiska slätten i Tsarryssland och kallas därför ryska stäppen.
I Västeuropa är slätten ganska smal, men breddas betydligt framåt dess östra del i Västryssland. Flera viktiga floder går genom slätten, som till exempel Loire, Rhen och Wisla i väst, Norra Dvina och Daugava som flyter norrut i Östeuropa och Ryssland samt Volga, Don och Dnepr som flyter söderut i den europeiska delen av Ryssland.